# فرانسيسكا خورخي
فرانسيسكا خورخي (بالبرتغالية: Francisca Jorge‏) هي لاعب كرة مضرب برتغالية، ولدت في 21 أبريل 2000 في غيمارايش في البرتغال.

## وصلات خارجية
- فرانسيسكا خورخي على موقع رابطة محترفات التنس (الإنجليزية)
- فرانسيسكا خورخي على موقع الاتحاد الدولي لكرة المضرب (الإنجليزية)
- فرانسيسكا خورخي على موقع كأس بيلي جين كينغ (الإنجليزية)
- فرانسيسكا خورخي على موقع خلاصة التنس.كوم (الإنجليزية)
- فرانسيسكا خورخي على موقع إي إس بي إن.كوم (الإنجليزية)